# Meta Weber
Meta Kunigunde Friederike Franciska Weber (* 27. Dezember 1885 in Straßburg, Deutsches Reich; tot aufgefunden 1. Oktober 1953 in München, Deutschland) war eine deutsche Opernsängerin mit Ausflügen zum Film der Kriegsjahre.

## Leben und Wirken
Die Tochter des Justizrats Franz Weber und dessen Gattin Pauline, geb. Rückle, erhielt Gesangs- und Schauspielunterricht bei Hermann Gura. Anschließend ging sie nach Freiburg im Breisgau und trat an der dortigen Oper auf. Meta Weber blieb auch später noch viele Jahre in Freiburg ansässig, unternahm von dort Gastspielreisen und wirkte zuletzt auch in Zürich. 1929 war sie Mitglied der Deutschen Gastspieloper von Hermann Gura. Ihre Meldeadresse war damals die Behrenstraße 50/52, gleichzeitig die Adresse der heutigen Komischen Oper Berlin (heute Behrenstraße 55–57).
1931 trat sie der NSDAP bei (Mitgliedsnummer 917.936) und verlangte ein Engagement wegen ihrer Verdienste um die Partei. Als es ihr später aufgrund ihres Alters kaum mehr möglich war, an Opernhäuser verpflichtet zu werden, fand die gebürtige Elsässerin in den Kriegsjahren 1940 bis 1943 beim Film ein zweites berufliches Standbein. Dort spielte sie durchgehend kleine bis sehr kleine Rollen, zum Teil in berühmten Filmen wie Friedemann Bach und Münchhausen.
Nach dem Krieg trat Meta Weber kaum mehr vor die Kamera; auch Bühnenengagements sind nicht mehr festzustellen. Seit 1948 in München ansässig, starb sie 1953 in ihrer dortigen Wohnung an einer Herz- und Venenerkrankung.

## Filmografie (komplett)
- 1940: Der Herr im Haus
- 1941: Friedemann Bach
- 1941: Zwischen Himmel und Erde
- 1941/49: Alles aus Liebe
- 1942: So ein Früchtchen
- 1942: Dr. Crippen an Bord
- 1943: Liebesgeschichten
- 1943: Münchhausen
- 1943: Fritze Bollmann wollte angeln
- 1943: Akrobat schö-ö-ö-n
- 1950: Entscheidung vor Morgengrauen (Decision Before Dawn)
- 1953: Heimlich, still und leise